# Thượng Ninh
Thượng Ninh là một xã thuộc huyện Như Xuân, tỉnh Thanh Hóa, Việt Nam.
Xã Thượng Ninh có diện tích 49,28 km², dân số năm 1999 là 6.006 người, mật độ dân số đạt 122 người/km².
Xã được chia thành 11 thôn: Đông Xuân, Đồng Chành, Đồng Hả, Đồng Minh, Đồng Ngấn, Đồng Tâm, Đồng Thanh, Đức Thắng, Khe Khoai, Tiến Thành, Xuân Thượng.